# Жене из Алжира (Пабло Пикасо)
Жене из Алжира (фр. Les Femmes d'Alger) је серија од 15 слика и бројних цртежа које је створио шпански сликар Пабло Пикасо 1954–1955. године. Овај циклус инспирисан је сликом Жене из Алжира у свом стану (1834) француског уметника Ежена Делакроа. Пикасо је серију посветио и сећању на пријатеља и ривала Анрија Матиса, познатог по сликама одалиски.

## Порекло и инспирација
Пикасо је почео рад на серији крајем 1954. године, неколико недеља након смрти Матиса. Изабрао је тему оријенталног харема, повезану са француским сликарством 19. века и мотивима које је Матис често користио. Пикасо је изјавио да му је Матис „оставио одалиске у наслеђе”.

## Опис дела
Свака од 15 верзија серије Жене из Алжира носи ознаку од „А” до „О”. Слике приказују групу жена у ентеријеру, окружене декоративним предметима, у живописном колориту и са снажно стилизованим формама. Најпознатија је верзија „О”, завршена 1955. године, која је постала један од најпрепознатљивијих примерака Пикасовог позног стваралаштва.

## Историјат и утицај
Комплетну серију је 1956. купио брачни пар Виктор и Сали Ганц од париске галерије Луиз Лерис. Касније су неке верзије продате другим колекционарима и музејима. Верзија „О” је 2015. продата на аукцији у Њујорку за 179,4 милиона долара, што је у том тренутку била највиша цена за једну слику на јавној продаји. Овај циклус је имао велики утицај на модерно сликарство, а многе верзије се данас налазе у јавним и приватним збиркама широм света.

## Изабране верзије
- Верзија О: Les femmes d’Alger, Picasso, version O.jpg – најпознатија, приватна колекција, Катар.
- Верзија Н: Les femmes d’Alger (Picasso) version N.jpg – Музеј Кемпер, Сент Луис.
- Верзија Л: Les femmes d’Alger (Picasso) version L.jpg – Музеј Берггруен, Берлин.
- Верзија Ф: Les femmes d’Alger (Picasso) version F.jpg – приватна колекција.
- Верзија Х: Les femmes d’Alger (Picasso) version H.jpg – колекција Нахмад, Швајцарска.
- Верзија Ц: Les femmes d’Alger (Picasso) version C.jpg – приватна колекција.